# 阿雷亚德巴拉乌纳斯
阿雷亚德巴拉乌纳斯是巴西帕拉伊巴州的一个市镇。总面积96.342平方公里，总人口2340人，人口密度24.3人/平方公里。